# Whiting, Maine
Whiting är en kommun (town) i Washington County i Maine. Vid 2010 års folkräkning hade Whiting 487 invånare.